# Anisostachya denticulata
Anisostachya denticulata är en akantusväxtart som beskrevs av Raymond Benoist. Anisostachya denticulata ingår i släktet Anisostachya och familjen akantusväxter. Inga underarter finns listade i Catalogue of Life.